# Hussein al-Khalidi
Pour les articles homonymes, voir Khalidi.
Hussein al-Khalidi, né en 1895 à Jérusalem et mort le 6 février 1962 était un leader palestinien et premier ministre jordanien. 

## Biographie
Médecin dans l'armée ottomane de 1916 à 1918, il travaille comme médecin au département de Santé Publique à Alep. De 1934 à 1937, il est maire de Jérusalem. Le 23 juin 1935, il crée le Parti de la réforme (en). Il devient membre du Haut Comité arabe. Pendant la révolte arabe de 1936-1939, son parti est dissout par les Britanniques le 1er octobre 1937 et il est exilé aux Seychelles. Il participe à la Conférence de Londres au palais Saint James en février 1939, et fait partie de ceux qui rejetèrent le Livre blanc de 1939. En 1943, il retourne en Palestine, rejoint le Haut Comité arabe en 1945 et devient son secrétaire en 1946. En 1948, il est nommé ministre de la Santé du Gouvernement de toute la Palestine. Il se rallie ensuite au royaume de Jordanie qui a annexé la Cisjordanie et Jérusalem-Est et où il occupe brièvement le poste de premier ministre en avril 1957.

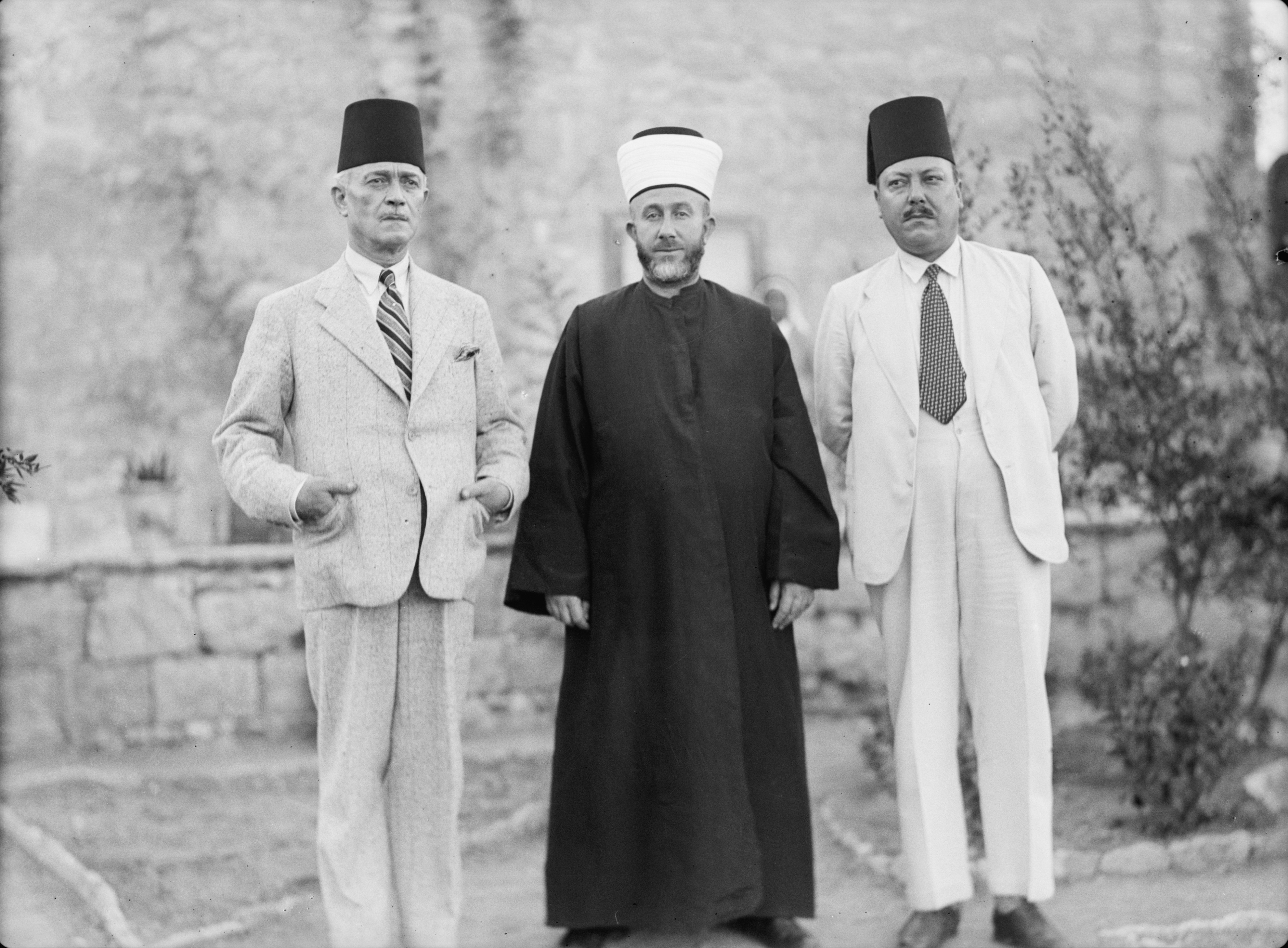
Le Haut Comité arabe en 1936. De g. à dr., Raghib al-Nashashibi, ancien maire de Jérusalem, Hajj Amin al-Husseini, grand mufti, et Hussein al-Khalidi.